# Verzepingsgetal
Het verzepingsgetal is het aantal milligram kaliumhydroxide (KOH) dat nodig is om de veresterde vetzuren in 1 gram van een vet volledig te verzepen en de aanwezige vrije vetzuren te neutraliseren.
Het verzepingsgetal is een maat voor de gemiddelde molaire massa en dus ook de gemiddelde ketenlengte van alle aanwezige vetzuren (vrije of veresterde). Vetten met lange vetzuurketens, bijvoorbeeld bijenwas, hebben een relatief lager verzepingsgetal dan die met kortere vetzuurketens (bijvoorbeeld kokosolie) omdat ze per gewichtseenheid minder moleculen bevatten en dus minder esterverbindingen die moeten gehydrolyseerd worden.
Standaard methodes: NEN 6337 en ASTM D5558 voor plantaardige en dierlijke vetten, ASTM D 94 (voor petroleum-producten) en DIN 51559.
Het verzepingsgetal wordt dikwijls aangeduid met de Engelse afkorting Sap (van saponification value).

## Geschiedenis
Het verzepingsgetal is een van de oudere analytische gegevens waarmee in de levensmiddelen-industrie gewerkt wordt. Het stamt nog uit de tijd dat eigenlijk de enige echt betrouwbare analytische methode bestond uit wegen. Zuiverheid van de reagentia was, net als nu, belangrijk. Verzepen is een reactie waarbij NaOH óf KOH gebruikt moet worden. De controle op de zuiverheid van KOH is veel eenvoudiger dan die van NaOH. De voornaamste verontreiniging in NaOH is KOH en omgekeerd. Een spatelpuntje met KOH verontreinigde NaOH verhitten in een vlam geeft dezelfde kleur als zeer zuivere NaOH. Hetzelfde experiment met verontreinigde KOH laat een duidelijk gele vlam zien, zuivere KOH geeft een blauw paarse vlam. Om deze reden werd voor het bepalen van het verzepingsgetal KOH gebruikt, en ook de massa KOH als maat voor het verzepingsgetal. Tegenwoordig wordt de bepaling titrimetrisch uitgevoerd, en is het minder belangrijk of er natrium- of kaliumhydroxide gebruikt wordt: nu wordt het aantal mol hydroxide-ionen als feitelijke maat gebruikt, rekenkundig wordt dit herleid tot getallen met een op kaliumhydroxide gebaseerde waarde.

## Enkele waarden
Enkele typische gemiddelde waarden, uitgedrukt in mg KOH/g:
- Zonnebloemolie: 189
- Arachideolie: 192
- Sojaolie: 191
- Olijfolie: 190
- Palmolie: 199
- Palmpitolie: 220
- Kokosolie: 268
- Bijenwas: 94

## Omrekening
Zeepfabrikanten gebruiken vaak verzepingsgetallen uitgedrukt in NaOH in plaats van KOH. De omrekening is: Sap(NaOH) = Sap(KOH) × 0,713. De omrekeningsfactor is de verhouding van de molaire massa's van NaOH en KOH:
{\displaystyle {\frac {40,0}{56,1}}=0,713}